# میدونگشکی ماوه
میدونگشکی ماوه (به لاتین: Mieduniszki Małe) یک روستا در لهستان است که در گمینا بانگه مازورسکیه واقع شده‌است. میدونگشکی ماوه ۱۳۰ نفر جمعیت دارد.